# Białoruska Armia Wyzwoleńcza
Białoruska Armia Wyzwoleńcza (biał. Беларуская Вызвольная Армія, BWA), występująca pod kryptonimem „Czarny Kot” (biał. „Чорны Кот”) – białoruska zbrojna organizacja nacjonalistyczna i antykomunistyczna działająca na obszarze Białoruskiej SRR w II poł. lat 40. i na pocz. lat 50. XX wieku.

## Zarys historyczny
W okresie okupacji niemieckiej w latach 1941–1944 na terenie sowieckiej Białorusi działała konspiracyjna Białoruska Partia Niepodległościowa (PNB), której celem było wywalczenie niezawisłego państwa białoruskiego. W poł. 1944 r., kiedy do ziem białoruskich zbliżała się Armia Czerwona, działacze PNB powołali Białoruskie Wojska Krajowe (Беларускае Краёвае Войска), partyzantkę mającą prowadzić walkę niepodległościową z Sowietami. W jej skład weszły początkowo nieliczne oddziały partyzanckie, działające jeszcze pod okupacją niemiecką oraz zaplecze organizacyjne, tworzone przez członków PNB. Od jesieni 1944 r. na Białoruś były desantowane z niemieckich samolotów grupy różnej wielkości składające się z Białorusinów ze składu batalionu desantowego „Dalwitz”, stacjonującego w Prusach Wschodnich. Dołączali oni do dotychczasowych oddziałów partyzanckich lub tworzyli nowe.
W 1945 r. Białoruskie Wojska Krajowe zostały przemianowane na Białoruską Armię Wyzwoleńczą, występującą też pod kryptonimem „Czarny Kot”. Na temat pojawienia się tej nazwy występują różne wersje. Część źródeł za datę początkową wymienia już 1944 r. Według części źródeł nazwę „Czarny Kot” miał oddział partyzancki dowodzony przez gen. Michała Wituszkę, bądź grupa oddziałów, którym przewodził. Jeszcze inne mówią, że tak nazywała się jedna z grup desantowych z batalionu „Dalwitz”, jaka wylądowała w rejonie Wilna 17 listopada 1944 r. w liczbie 28 osób (w jej składzie był M. Wituszka). W każdym razie nazwa „Czarny Kot” objęła ostatecznie całość białoruskiej partyzantki narodowowyzwoleńczej.
Jej ogólna liczebność jest liczona na ponad 3 tys. ludzi. Na czele BWA stał Główny Sztab z gen. M. Wituszką oraz jego 2 zastępcami: Achremem i Michasiem Szukajłowiczem. Sztab stacjonował w Puszczy Nalibockiej. Generał M. Wituszka jednocześnie był przewodniczącym konspiracyjnej Białoruskiej Partii Niepodległościowej, sprawując kierownictwo polityczne i wojskowe. Do aresztowania w Białymstoku w 1946 r. dużą rolę sprawował też Usiewaład Rodźka, pierwszy przewodniczący PNB. W składzie białoruskich oddziałów partyzanckich walczyli też Niemcy, Łotysze, Litwini i Ukraińcy.
Partyzanci przeprowadzali akcje zbrojne na sowieckie magazyny wojskowe i mniejsze garnizony, wykolejali pociągi wojskowe, zwalczali mniejsze oddziały Armii Czerwonej, zwłaszcza służb tyłowych, wchodzili do wsi i miasteczek, rozbijali więzienia i obozy, uwalniając więźniów. Wykonywali wyroki śmierci lub inne kary na członkach partii komunistycznej i jej przybudówek oraz milicji, zarówno Białorusinach, jak też Rosjanach. Zabijali funkcjonariuszy sowieckich służb bezpieczeństwa. Napadali też na banki i urzędy, zdobywając potrzebne środki finansowe. Natomiast w 1949 r. przeprowadzono wspólną akcję zbrojną na Hajnówkę.
Głównym obszarem działań BWA były okupowane wschodnie tereny II Rzeczypospolitej. Oddziały partyzanckie zapuszczały się nawet na Wileńszczyznę, Białostocczyznę i Smoleńszczyznę. Jednym z najaktywniejszych oddziałów był borysowski oddział partyzancki (Барысаускi партызанскi аддзел), działający w rejonie Borysowa w II poł. lat 40. W okolicach Bracławia operował oddział Korolia, Wilejki niejakiego Olega, na Mińszczyźnie i Słucczyźnie ppor. G., zaś pod Nowogródkiem Romanowicza, którego trzon stanowili b. żołnierze nowogródzkiego szwadronu konnego. Oddział partyzancki działający w rejonie Słonimia wespół z oddziałem Stiepana Łobowicza zajęły miasteczko Oziernica.
W 1947 r. wskutek zwiększonego nacisku oddziałów sowieckich przeprowadzono częściową demobilizację oddziałów partyzanckich. Od tego czasu większy nacisk postawiono na pojedyncze akcje zbrojne i terrorystyczne skierowane głównie przeciwko najbardziej niebezpiecznym i dokuczliwym działaczom komunistycznym, milicjantom i funkcjonariuszom bezpieki. Pomimo tego działała w dalszym ciągu pewna ilość większych oddziałów partyzanckich. Jednym z większych osiągnięć białoruskich partyzantów w tym okresie było zajęcie przez oddział S. Łobowicza szeregu wsi leżących między Borysowem i Radoszkowiczami, po czym utrzymywanie w nich swojej władzy przez miesiąc. Sowieci, aby zniszczyć oddział, użyli przeciwko niemu gazów bojowych. Z kolei w marcu 1948 r. ok. 500 partyzantów z gen. M. Wituszką na czele zajęło nocą Nowogródek, przez 3 godziny blokowali sowiecki garnizon i inne służby, po czym powrócili do lasu.
BWA prowadziła ponadto szeroką działalność propagandową, wydając liczne nielegalne pisemka i biuletyny, czasopisma, odezwy, plakaty, ulotki itp., które docierały też do ludności cywilnej. Głównym organem prasowym Głównego Sztabu BWA było pismo „Душы бальшавiцкую гадзiну!”, wydawane przez M. Szukajłowicza. Z innych gazet można wymienić „За волю”, „Да чыну”, „Наш адказ”, „За Бацькаўшчыну”, „Душы”, czy „Пад абцасам маскалеў”.
Kierownictwo BWA utrzymywało kontakty z emigracyjnymi strukturami Białoruskiej Partii Niepodległościowej. Rada Białoruskiej Republiki Ludowej na uchodźstwie w 1949 r. ustanowiła dla członków antysowieckiego ruchu oporu odznaczenia: Medal Partyzanta, Order Żelaznego Rycerza i Order Pogoni.
Białoruski ruch partyzancki działał jeszcze do pocz. lat 50., chociaż już w coraz bardziej ograniczonym charakterze (ostatni partyzanci mieli zginąć w 1955 r.). Do 1950 r. Sowieci rozbili prawie wszystkie białoruskie oddziały partyzanckie i ich siatki terenowe. Większość partyzantów zginęła w walce lub została schwytana, ale niektórym udało się przez Polskę lub Czechosłowację przedostać na Zachód, np. gen. M. Wituszce.
Do tej pory duża część działalności Białoruskiej Armii Wyzwoleńczej jest okryta tajemnicą. Główne informacje pochodzą ze wspomnień i wywiadów z jej członkami, którym udało się zbiec na Zachód. Większość jest jednak ukryta w zamkniętych archiwach KGB.